# Gillian Bonner
Pour les articles homonymes, voir Bonner.
 (juillet 2019).
Si vous disposez d'ouvrages ou d'articles de référence ou si vous connaissez des sites web de qualité traitant du thème abordé ici, merci de compléter l'article en donnant les références utiles à sa vérifiabilité et en les liant à la section « Notes et références ».
Gillian Bonner (née le 3 février 1966 à Athens dans l’État de Géorgie aux États-Unis), est une playmate américaine.

## Biographie
Elle a été choisie comme Miss Avril 1996 du magazine Playboy.
Elle était un modèle de beauté avant de devenir playmate chez Playboy, elle est la première à y montrer une épilation du maillot intégrale. À la suite de son apparition dans Playboy, elle créa la Black Dragon Production, qu’elle décrit elle-même comme étant une entreprise utilisant de « multiples médias de production et de marketing du divertissement. »

## Filmographie
- Everlast - Live en concert depuis la maison Playboy (2004)

## Apparitions dans les numéros spéciaux dePlayboy
- Playboy's Playmate Review Vol.13 - Juillet 1997 - pages 28-33.
- Playboy's Girls of Summer - Mai 1998.
- Playboy's Playmates in Bed - Février 1999 - pages 56-57.

## Source
- (en) Cet article est partiellement ou en totalité issu de l’article de Wikipédia en anglais intitulé « Gillian Bonner » (voir la liste des auteurs).

1. 1 2  (en) [vidéo] « Reportage consacré à l'histoire de l'épilation du maillot mentionnant Gillian Bonner », sur YouTube